# 长刺楤木
长刺楤木（学名：Aralia spinifolia）是五加科楤木属的植物，是中国的特有植物。分布于中国大陆的广西、广东、福建、湖南、江西等地，生长于海拔600米至1,000米的地区，常生长在山坡和林缘阳光充足处，目前尚未由人工引种栽培。

## 别名
刺叶楤木（福建师范学院学报）